# Kornhaus (Burgdorf)

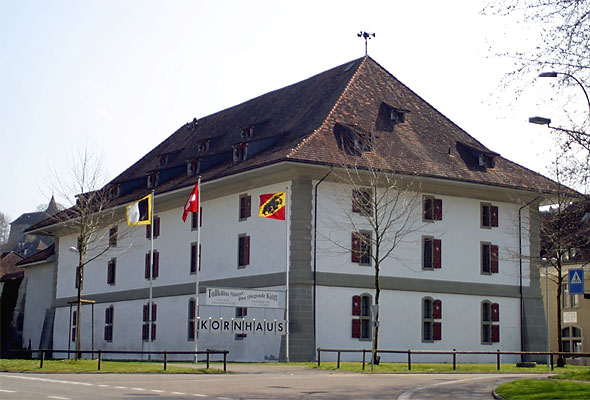
Kornhaus Burgdorf

Das ehemalige Kornhaus in Burgdorf im Kanton Bern beherbergte zwischen 1991 und 2005 ein Museum für Volkskultur. Seit Ende 2012 wird im Kornhaus Bier gebraut.
Das Gebäude wurde 1770 als obrigkeitliches Kornmagazin gebaut.
Das «Museum für Volkskultur» wurde 1991 eröffnet. Trägerin war die 1985 gegründete Stiftung Kornhaus Burgdorf. Das Museum dokumentierte unter der wissenschaftlichen Leitung von Brigitte Bachmann-Geiser Volkskultur vor allem anhand von Musikinstrumenten, Hörbeispielen und Diashows Geschichte und Gegenwart der Volksmusik und des Jodelgesangs sowie des Trachtenwesens. Neben der Dauerausstellung gab es im Kornhaus Sonderausstellungen zu in- und ausländischer Folklore, eine Verkaufsgalerie für Kunsthandwerk und ein reiches Konzertprogramm. Das Kornhaus beherbergte zudem eine der europaweit grössten Sammlungen von Phonographen und Grammophonen.
Ende Oktober 2005 stellte die Stiftung Kornhaus Burgdorf ihre Tätigkeit ein und wurde liquidiert. Aufgrund der langjährigen Unterfinanzierung der Stiftung und weil der Versuch, neben der Stadt Burgdorf und dem Kanton Bern auch noch den Schweizerischen Bundesstaat in die Trägerschaft einzubeziehen, erfolglos blieb, gelang es trotz vieler Bemühungen nicht, das Burgdorfer Kornhaus auf die Bedürfnisse eines Nationalen Kompetenzzentrums für die Volkskultur auszurichten. Musikalische Sammlungsgruppen aus dem Kornhausmuseum gelangten in das Freilichtmuseum Ballenberg.
Seit Ende 2012 wird im Kornhaus Bier gebraut.
Ab August 2008 bis September 2016 ist die ROTH-Stiftung Burgdorf im Kornhaus untergebracht, 2008 bis 2011 im Kulturgüterschutzraum (mit Büro im 1. Stock), von 2011 bis 2016 im 4. Obergeschoss (Dachgeschoss).